# Bojongkeding
Bojongkeding is een bestuurslaag in het regentschap Subang van de provincie West-Java, Indonesië. Bojongkeding telt 3716 inwoners (volkstelling 2010).